# Großsteingräber bei Nahne
Die Großsteingräber bei Nahne waren drei Grabanlagen der jungsteinzeitlichen Trichterbecherkultur im Osnabrücker Stadtteil Nahne (Niedersachsen), von denen heute nur noch eines existiert. Es trägt die Sprockhoff-Nummer 919.

## Lage
Das erhaltene Grab liegt in einem kleinen, baumbestandenen Gelände östlich der Straße Alte Bauernschaft und südlich des Parkplatzes des Zoos Osnabrück. Das zweite Grab lag knapp 200 m nordwestlich davon. An dieser Stelle befindet sich heute ein Sportplatz. Etwa 2 km nordöstlich soll sich in der Gegend der heutigen Straße Am Huxmühlenbach ein drittes Grab befunden haben, das als „Schlufstein“ bezeichnet und 1837 zerstört wurde.

## Beschreibung

### Das erhaltene Grab 1
Die Anlage besitzt eine fast völlig zerstörte ost-westlich orientierte Grabkammer. Ihre Länge beträgt 26 m, die Breite 1,5 m. Nur wenige Wandsteine stehen noch in situ, andere sind umgekippt. Die Standorte weiterer Steine sind noch gut als Gruben zu erkennen. Der heute sehr schlechte Erhaltungszustand geht wahrscheinlich darauf zurück, dass viele Steine des Grabes als Baumaterial für ein benachbartes Kriegerdenkmal für die Gefallenen des Ersten Weltkriegs verwendet wurden.

### Das zerstörte Grab 2

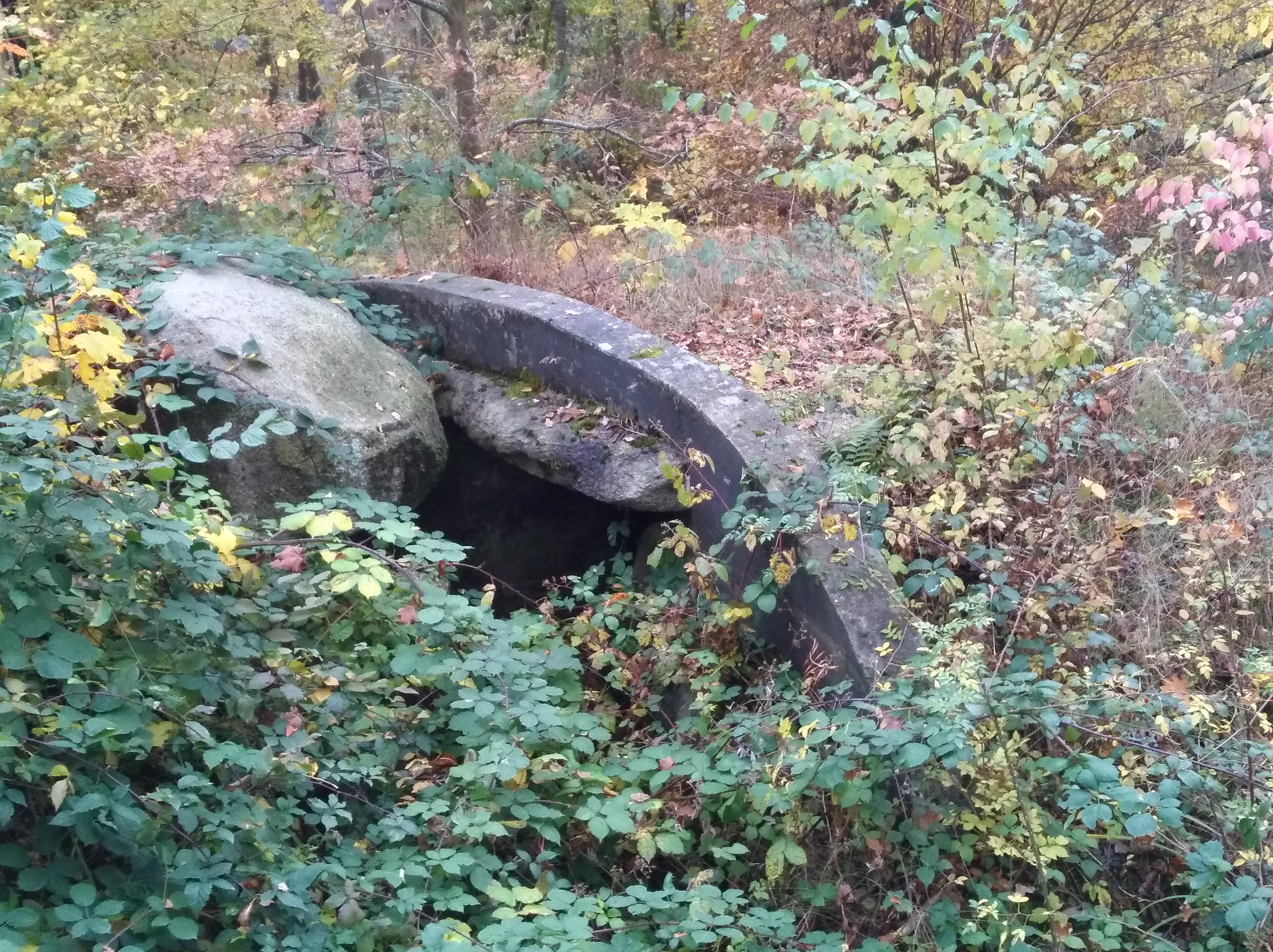
Nachbau eines Großsteingrabs im Osnabrücker Zoo, bei dem Steine des Grabes 2 verwendet worden sein sollen

Ein zweites Grab wurde 1841 von Johann Karl Wächter erwähnt, aber nicht näher beschrieben. Im weiteren Verlauf des 19. Jahrhunderts wurde es weitestgehend zerstört. Seine Überreste wurden 1971 bei der Erweiterung eines Sportplatzes wiederentdeckt. Eine anschließende Ausgrabung durch Hans-Günter Peters förderte Tiefstichkeramik, Fragmente von Kragenflaschen, fünf Feuerstein-Beile und ein Kieselschiefer-Beil zu Tage. Für einen im Zoo Osnabrück errichteten Nachbau eines Großsteingrabes wurden zum Teil die Steine dieses Grabes als Baumaterial verwendet.